# Dohren, Emsland
Dohren är en kommun och ort i Landkreis Emsland i förbundslandet Niedersachsen i Tyskland.
Kommunen ingår i kommunalförbundet Samtgemeinde Herzlake tillsammans med ytterligare två kommuner.